# Уайт, Том (агент ФБР)
Томас Брюс Уайт-старший или просто Том Уайт (англ. Thomas Bruce White Sr.; 6 марта 1881, Оук-Хилл, Техас, США — 21 декабря 1971) — американский юрист, известный в первую очередь как человек, раскрывший дело об убийствах в округе Осейдж. Позже был начальником тюрьмы Ливенворт в Канзасе.

## Биография
Том Уайт родился 6 марта 1881 года в Оук-Хилле, штат Техас, в семье шерифа округа Трэвис Роберта Эммета Уайта и Маргарет Уайт. Его мать умерла, когда Томасу было шесть лет. Уайт учился в Юго-Западном университете в Джорджтауне, позже много путешествовал по стране, занимая разные должности в Оклахоме и Калифорнии. В 1905—1909 годах Уайт служил в рядах техасских рейнджеров, в 1909—1917 был специальным агентом на железной дороге Санта-Фе и Южной Тихоокеанской железной дороге, до 1926 года — агентом ФБР. В течение этого времени он руководил хьюстонским офисом и возглавлял расследование убийств в округе Осейдж.
По окончании осейджского дела Уайт покинул ФБР и стал начальником тюрьмы Ливенворт. В 1931 году он был взят в заложники вооруженными заключенными и серьёзно ранен. Впоследствии Федеральное бюро тюрем решило, что Уайту следует дать менее ответственную работу и перевело его в федеральное исправительное учреждение Ла-Туна, расположенное недалеко от Эль-Пасо (Техас). В 1951 году Уайт ушёл из пенитенциарной системы, но до 1957 года входил в совет по помилованию и условно-досрочному освобождению штата Техас, состоящий из трех человек. Он умер в 1971 году на пенсии в возрасте 90 лет.
Уайт стал главным героем книги Дэвида Гранна «Убийцы цветочной луны. Нефть. Деньги. Кровь» и персонажем фильма «Убийцы цветочной луны», где его сыграл Джесси Племонс.